# Selenops spixi
Espèce
Synonymes
- Selenops bresilianus Walckenaer, 1837

Selenops spixi est une espèce d'araignées aranéomorphes de la famille des Selenopidae.

## Distribution
Cette espèce se rencontre au Brésil, en Uruguay et en Argentine.

## Publication originale
- Perty, 1833 : Arachnides Brasilienses. Delectus animalium articulatorum quae in itinere per Braziliam ann. 1817 et 1820 colligerunt. Monachii, p. 191-209.